# Połtawczenskoje
Połtawczenskoje (ros. Полтавченское) – wieś w Rosji, w Kraju Krasnodarskim, w rejonie kuszczowskim. W 2010 liczyła 898 mieszkańców.

## Urodzeni
- Piotr Abramow